# Osvaldo Nascimento Monteiro
Osvaldo Nascimento Monteiro (Rio de Janeiro, 16 de setembro de 1935) foi um futebolista brasileiro que atuava como ponta-esquerda.

## Carreira
Nascido no bairro de São Cristóvão, surgiu no juvenil do Madureira, quando chegou a ser sondado por Flamengo, Vasco e Portuguesa de Desportos, que chegou a oferecer 8 milhões de cruzeiros pelo seu passe.
Em 1961, foi contratado pelo Santos, juntamente com o goleiro Silas e o lateral-esquerdo Décio Britto por 3 milhões e 600 mil. Logo no primeiro ano, foi campeão do campeonato de aspirantes e campeão paulista. No ano seguinte, faturou seu bicampeonato paulista, além da Libertadores e Mundial Interclubes. Ainda faturaria o Torneio Rio-São Paulo de 1963, antes de deixar o clube.
Em 1963, após um período de testes, foi contratado pelo Flamengo por 5 milhões. Naquele ano, foi campeão estadual, atuando em 9 jogos da campanha. Pelo Fla, fez 27 jogos e marcou 2 gols, entre 1963 e 1964.
Osvaldo ainda retornaria ao Madureira.

### Títulos
Santos
- Campeonato Paulista: 1961, 1962[8]

- Copa Libertadores da América: 1962
- Mundial Interclubes: 1962[9]

- Torneio Rio-São Paulo: 1963

Flamengo
- Campeonato Carioca: 1963[2][4]

- Taça Drible: 1963